# Neolinognathidae
Neolinognathidae es una familia de insectos del orden Psocodea. Pertenece al grupo de piojos (Anoplura) que tienen piezas bucales de succión y se nutren bebiendo sangre del huésped. Las especies de esta familia parasitan a las musarañas elefante.

## Taxonomía
- familia Neolinognathidae Fahrenholz, 1936
  - género Neolinognathus Bedford, 1920
    - Neolinognathus elephantuli Bedford, 1920
    - Neolinognathus praelautus Ferris, 1922